# Бой у острова Валькур
Бой у острова Валькур (англ. Battle of Valcour Island) — бой на озере Шамплейн между британской и колониальной флотилиями, состоявшийся в ходе контрнаступления британцев после вторжения в Канаду во время Американской войны за независимость. Британский флот под командованием Гая Карлтона разбил американский флот, которым командовал Бенедикт Арнольд, что позволило британской армии подойти к форту Тикондерога, но ввиду наступления зимы Карлтон не стал осаждать форт и отступил в Канаду.

## Предыстория
С провалом американского вторжения в Канаду в 1775 году Бенедикт Арнольд начал блестящую кампанию задержек и оттягиваний, призванных не допустить быстрого продвижения контратакующих войск сэра Гая Карлтона и генерала Бергойна. Озеро Шамплейн определяет географию на севере Новой Англии, вплоть до Канады. Из него вытекает река Ришельё, и течет до впадения в реку Св. Лаврентия выше Монреаля. В противоположную сторону к Нью-Йорку течет Гудзон. Вместе они образуют главный водный путь в направлении с севера на юг практически по меридиану, в XVIII веке — единственный путь для армии через непроходимые в остальном территории.
Краеугольным камнем обороны Новой Англии было озеро Шамплейн и удерживаемые американцами форты Краун Пойнт и Тикондерога, образующие кордон на водном пути в Гудзон. Успешное соединение британских войск из Канады на севере и Нью-Йорка на юге могло отрезать северные, ново-английские провинции, считавшиеся рассадником бунта, от остальных союзных колоний. Но этому мешало американское владение озером Шамплейн.
Демонстрируя большую энергию и изобретательность, генерал Арнольд собрал импровизированную флотилию вооруженных кораблей: 3 шхуны, 4 галеры, 8 «гондол». Бо́льшую часть 1776 года эти силы господствовали на озере. Но британцы, опираясь на опыт и людские ресурсы Королевского флота, а точнее эскадры в реке Св. Лаврентия, все лето активно собирали собственный флот. Две шхуны и трехмачтовый корабль были разобраны на части, доставлены (в тяжелейших условиях) по суше и собраны в Сент-Джонс, в вершине озерного пути. К ним прибавились вооруженный кечем radeau (среднее между бомбардирским кораблем и прамом) и 20 гребных канонерских лодок. Эта флотилия была намного мощнее всего, что мог выставить Арнольд, но британский флагман, 22-пушечный корабль Inflexible, был готов к выходу только 4 октября.

## Валькур
10 октября Арнольд отступил к острову Валькур, примерно на полпути вниз по озеру, и встал на якорь, построив свои корабли полумесяцем, по его собственным словам:

таким образом, чтобы немногие корабли могли атаковать нас одновременно, да и те попадали под огонь всего флота
Оригинальный текст (англ.)in such a form that few vessels can attack us at the same time, and those will be exposed to the fire of the whole fleet

Британцы заметили колониальую флотилию 11-го, только пройдя остров, и были вынуждены атаковать с подветра, со слишком большими для взаимной поддержки интервалами. Но когда атака состоялась, бой был упорный. Американский Royal Savage вскоре был выбит из линии, взят и сожжен британцами. При этом британский Carleton (называемый бригом, на самом деле вооруженный шхуной) был сильно потрепан, и если бы не храбрость одного мичмана — в будущем знаменитого капитана Эдварда Пелью — был бы потерян. С наступлением ночи британцы тоже встали на якорь, намереваясь нанести завершающий удар на рассвете.

## Преследование

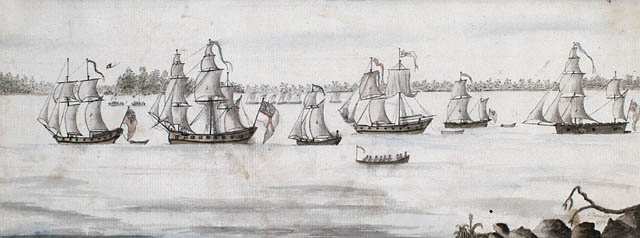
Британская флотилия после о. Валькур

Но ночью уцелевшие корабли Арнольда просочились через их линию, и бежали на юг. Последовала трехдневная погоня, в ходе которой американцы потеряли ещё 2 «гондолы». 13 октября Inflexible с двумя шхунами наконец их догнал, и втроем они связали боем американскую флотилию. Несмотря на стойкую оборону вооруженного корабля Washington и галеры Congress, американские силы были разбиты. Большинство американских кораблей ограничились тем, что выбросились на мели, чтобы избежать плена.
В конечном счете эти двое спустили флаги. Арнольд сжег Congress и 4 «гондолы», а их команды по суше ушли в Краун Пойнт. Уцелели только 2 галеры (одна недостроенная), 2 шхуны, 1 «гондола» и шлюп. Этот последний, под названием Lee, был захвачен на следующий день и присоединился к британским призам: Washington и гондоле Jersey.

## Последствия
Тактическая победа была за британцами. Но стратегическая определенно осталась за Арнольдом: сезон навигации шел к концу, и Карлтону было слишком поздно выступать против Краун Пойнт или Тикондероги. Все это создало условия для кампании 1777 года, завершившейся Саратогой.
По меркам морских сражений, остров Валькур был всего лишь мелкой стычкой. Но её последстивия были огромны: британское наступление 1776 года задержалось на сезон, рассечь мятежные колонии не удалось, а у Континентальной армии появился шанс, который она и использовала при Саратоге. Последняя подтолкнула Францию к открытой интервенции на стороне колонистов.
По выражению Махана, это была «борьба пигмеев за целый континент».

## Силы сторон
| Британская флотилия  | Британская флотилия | Британская флотилия                                   | Колониальная флотилия | Колониальная флотилия                                  | Колониальная флотилия                                                      |
| Корабль (пушек)      | Капитан             | Примечания                                            | Корабль (пушек)       | Капитан                                                | Примечания                                                                 |
| -------------------- | ------------------- | ----------------------------------------------------- | --------------------- | ------------------------------------------------------ | -------------------------------------------------------------------------- |
| Inflexible (22)      | Джон Шенк           | Корабль-шлюп                                          | Enterprise (12)       | James Smith                                            | шлюп; госпитальное судно                                                   |
| Thunderer (18)       | Джордж Скотт        | radeau, бомбардирский кеч                             | Royal Savage (12)     | David Hawley                                           | шхуна; села на мель, взята и сожжена 11 октября                            |
| Maria (14)           | Джон Старк          | шхуна; флагман, адмирал Томас Прингл; сэр Гай Карлтон | Trumbull (10)         | Seth Warner                                            | галера; Edward Wigglesworth, вел левую колонну                             |
| Carleton (12)        | Джеймс Ричард Дакр  | шхуна; тяжело повреждена 11 октября                   | Washington (10)       | John Thatcher                                          | шхуна; David Waterbury вел правую колонну; взят 13 октября                 |
| Loyal Convert (7)    | Эдвард Лонгкрофт    | «гондола»                                             | Revenge (8)           | Isaac Seamon                                           | шлюп                                                                       |
| 20 канонерских лодок |                     | Одна уничтожена 11 октября; две потеряны после боя    | Congress (8)          | James Arnold                                           | галера; флагман, Бенедикт Арнольд; выбросилась на мель, сожжена 13 октября |
| 20 канонерских лодок | Lee (6)             | Одна уничтожена 11 октября; две потеряны после боя    | Daviss                | шлюп; выбросился на мель, взят 13 октября              |                                                                            |
| 20 канонерских лодок | Boston (3)          | Одна уничтожена 11 октября; две потеряны после боя    | Allen Sumner          | «гондола»; выбросилась на мель, сожжена 13 октября     |                                                                            |
| 20 канонерских лодок | Connecticut (3)     | Одна уничтожена 11 октября; две потеряны после боя    | Joshua Grant          | «гондола»; выбросилась на мель, сожжена 13 октября     |                                                                            |
| 20 канонерских лодок | Jersey (3)          | Одна уничтожена 11 октября; две потеряны после боя    | Grimes                | «гондола»; брошена командой, взята 13 октября          |                                                                            |
| 20 канонерских лодок | New Haven (3)       | Одна уничтожена 11 октября; две потеряны после боя    | Samuel Mansfield      | «гондола»; выбросилась на мель, сожжена 13 октября     |                                                                            |
| 20 канонерских лодок | New York (3)        | Одна уничтожена 11 октября; две потеряны после боя    | Lee                   | «гондола»; 13 октября взорвалась пушка                 |                                                                            |
| 20 канонерских лодок | Philadelphia (3)    | Одна уничтожена 11 октября; две потеряны после боя    | Benjamin Rue          | «гондола»; потоплена 11 октября                        |                                                                            |
| 20 канонерских лодок | Providence (3)      | Одна уничтожена 11 октября; две потеряны после боя    | Isaiah Simonds        | «гондола»; потоплена 13 октября                        |                                                                            |
| 20 канонерских лодок | Spitfire (3)        | Одна уничтожена 11 октября; две потеряны после боя    | Philip Ulmer          | «гондола»; затонула 12 октября; остов обнаружен в 1997 |                                                                            |
| 20 канонерских лодок | Gates (?)           | Одна уничтожена 11 октября; две потеряны после боя    |                       | галера; не достроена; взята 13 октября                 |                                                                            |